# Капиллярное давление
Капиллярным давлением ({\displaystyle p_{c}} [Па]) (англ. capillary pressure) называют разность давлений, возникающую вследствие искривления поверхности жидкости. Такую поверхность имеют, например, капли в эмульсиях и туманах, капиллярные мениски.  
В русскоязычной научной литературе вместо термина "капиллярное давление" могут использоваться понятия "лапласово давление" или "давление Лапласа". 

## Теория
Обозначим давление под искривлённой поверхностью жидкости — {\displaystyle p_{r}}, давление под плоской поверхностью — {\displaystyle p_{0}}. 
Капиллярное давление определяется уравнением
{\displaystyle p_{c}=\pm (p_{r}-p_{0})\ {\bf {(1)}}},
при этом знак капиллярного давления зависит от знака кривизны. 
Так, выпуклые поверхности имеют положительную кривизну: центр кривизны выпуклой поверхности находится внутри соответствующей фазы (в данном случае — внутри жидкости). Тогда согласно уравнению (1) капиллярное давление положительно, то есть давление под выпуклой поверхностью жидкости больше, чем давление под плоской поверхностью. Пример дисперсной частицы с выпуклой поверхностью — капля жидкости в аэрозоле или эмульсии. Выпуклую поверхность имеет мениск несмачивающей жидкости в капилляре.
Вогнутые поверхности, наоборот, имеют отрицательную кривизну, поэтому капиллярное давление отрицательно (этому случаю отвечает знак {\displaystyle -} в уравнении (1)). Давление жидкости под вогнутой поверхностью меньше, чем под плоской. Пример вогнутой поверхности — мениск смачивающей жидкости в капилляре.
В качестве следствия также можно заметить, что избыточное давление Лапласа (точнее, сила, создающаяся под влиянием давления Лапласа) всегда сонаправлена радиус-вектору кривизны рассматриваемой поверхности {\displaystyle {\bf {r}}}.

## Закон Лапласа
Капиллярное давление зависит от коэффициента поверхностного натяжения {\displaystyle \sigma } и кривизны поверхности. Эту связь описывает закон Лапласа (1805). Для вывода уравнения капиллярного давления найдём условие, при котором газовый пузырёк объёмом {\displaystyle V} внутри жидкости сохраняется неизменным, то есть не расширяется и не сжимается. Равновесной форме соответствует минимальное значение энергии Гиббса. При увеличении радиуса пузырька на малую величину {\displaystyle dr} изменение энергии Гиббса {\displaystyle dG} будет равно
{\displaystyle dG=\underbrace {p_{c}dV} _{A_{p=const}}+\underbrace {\sigma d\Omega } _{A_{S\uparrow }}\ {\bigg |}_{\Omega =4\pi r^{2}}\ {\bf {(2)}}}
где {\displaystyle \Omega } - поверхность сферического пузырька радиусом r.
При термодинамическом равновесии фаз должно выполняться условие минимума энергии Гиббса ({\displaystyle \Delta G=0}); отсюда получаем
{\displaystyle 4\pi r^{2}p_{c}+8\pi r\sigma =0}
В итоге находим связь между капиллярным давлением и радиусом кривизны r для вогнутой сферической поверхности:
{\displaystyle p_{c}=-{\frac {2\sigma }{r}}\ {\bf {(3)}}}
Отрицательный знак капиллярного давления показывает, что внутри газового пузырька давление больше, чем давление в окружающей его жидкости. Именно по этой причине пузырёк не «схлопывается» под давлением окружающей его жидкости.
Для выпуклой же сферической поверхности получим
{\displaystyle p_{c}={\frac {2\sigma }{r}}\ {\bf {(4)}}}
Заметим, что положительное капиллярное давление сжимает каплю.
Уравнения (3) и (4) представляют закон капиллярного давления Лапласа для сферической поверхности. Для поверхности произвольной формы закон Лапласа имеет вид
{\displaystyle p_{c}=\pm \sigma {\bigg (}{\frac {1}{r_{1}}}+{\frac {1}{r_{2}}}{\bigg )}\ {\bf {(5),}}}
где {\displaystyle r_{1},r_{2}} — главные радиусы кривизны.
Для цилиндрической поверхности радиусом {\displaystyle r_{1}} второй главный радиус кривизны {\displaystyle r_{2}\rightarrow \infty }, поэтому 
{\displaystyle p_{c\ {\text{cylinder}}}=\pm {\frac {\sigma }{r_{1}}}}
то есть в 2 раза меньше, чем для сферической поверхности радиусом r.
Величина 
{\displaystyle H={\frac {1}{2}}{\bigg (}{\frac {1}{r_{1}}}+{\frac {1}{r_{2}}}{\bigg )}}
определяет среднюю кривизну поверхности. Таким образом, уравнение Лапласа (5) связывает капиллярное давление со средней кривизной поверхности жидкости
{\displaystyle p_{c}=\pm 2\sigma H\ {\bf {(6)}}}

## Ограничения для закона Лапласа и его применение
Закон Лапласа имеет определённые ограничения. Он выполняется достаточно точно, если радиус кривизны поверхности жидкости {\displaystyle r>>b} ({\displaystyle b} — молекулярный размер). Для нанообъектов это условие не выполняется, так как радиус кривизны соизмерим с молекулярными размерами.
Закон капиллярного давления имеет большое научное значение. Он устанавливает фундаментальное положение о зависимости физического свойства (давления) от геометрии, а именно от кривизны поверхности жидкости. Теория Лапласа оказала значительное влияние на развитие физикохимии капиллярных явлений, а также на некоторые другие дисциплины. Например, математическое описание искривлённых поверхностей (основы дифференциальной геометрии) было выполнено К. Гауссом именно в связи с капиллярными явлениями.
Закон Лапласа имеет много практических приложений в химической технологии, фильтрации, течении двухфазных потоков и т.д. Уравнение капиллярного давления используют во многих методах измерения поверхностного натяжения жидкостей. Закон Лапласа часто называют первым законом капиллярности.